# Verklärungskathedrale (Berdsk)

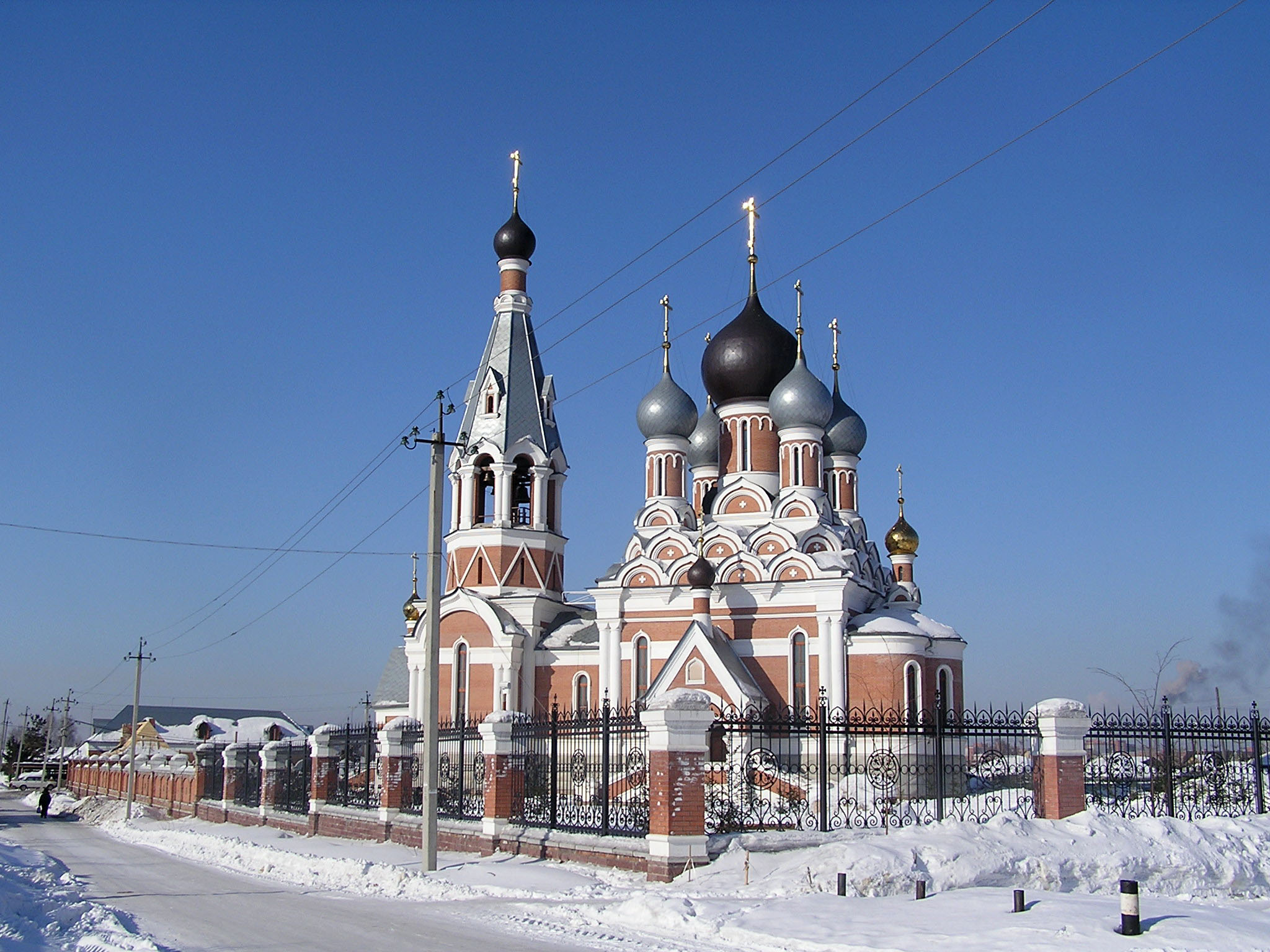
Die Verklärungskathedrale in Berdsk

Die Verklärungskathedrale (russisch Преображенский собор) ist eine russisch-orthodoxe Kathedrale in der Stadt Berdsk in Russland. Erbaut wurde die Kathedrale von 1992 bis 1998. Sie ist die zweite Kathedrale der russisch-orthodoxen Diözese Nowosibirsk.

## Geschichte
Mit dem Bau der Verklärungskathedrale wurde 1992 begonnen. Der Grundstein wurde am 7. Juli 1992 von Erzbischof Tichon gelegt. Entworfen wurde die Kathedrale vom russischen Architekten Pjotr Tschernobrowzewy, der auch die Kapelle St. Nikolai in Nowosibirsk entworfen hatte.
Im August 1998 wurden neun in Kamensk-Uralski gegossene Glocken im Kirchturm der Kathedrale montiert. Im Sommer 2004 wurde ein großes Tor am Eingang zum Gelände der Kathedrale errichtet. 
Am 5. September desselben Jahres wurde der Hauptaltar durch Erzbischof Tichon geweiht und er platzierte in diesem eine Reliquie des heiligen Märtyrers Akaki Athos.
Im Jahr 2005 verkündete der Erzbischof von Nowosibirsk den Bau einer neuen Sonntagsschule bei der Verklärungskathedrale.